# 拉皮利 (卡尔瓦多斯省)
拉皮利（法語：Rapilly）是法国卡尔瓦多斯省的一个市镇，属于卡昂区（Caen）法莱斯北县（Falaise-Nord）。该市镇总面积4.19平方公里，2009年时的人口为47人。

## 人口
拉皮利人口变化图示
| 数据来源：INSEE |